# Departamento Colonia
Colonia ist ein Departamento im Süden von Uruguay.

## Geographie

### Lage und Landschaftsbild

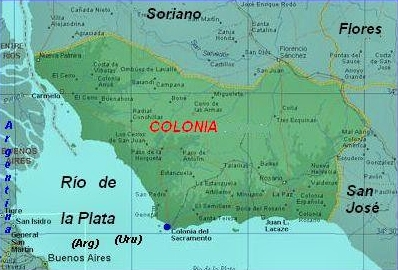
Karte des Departamentos Colonia

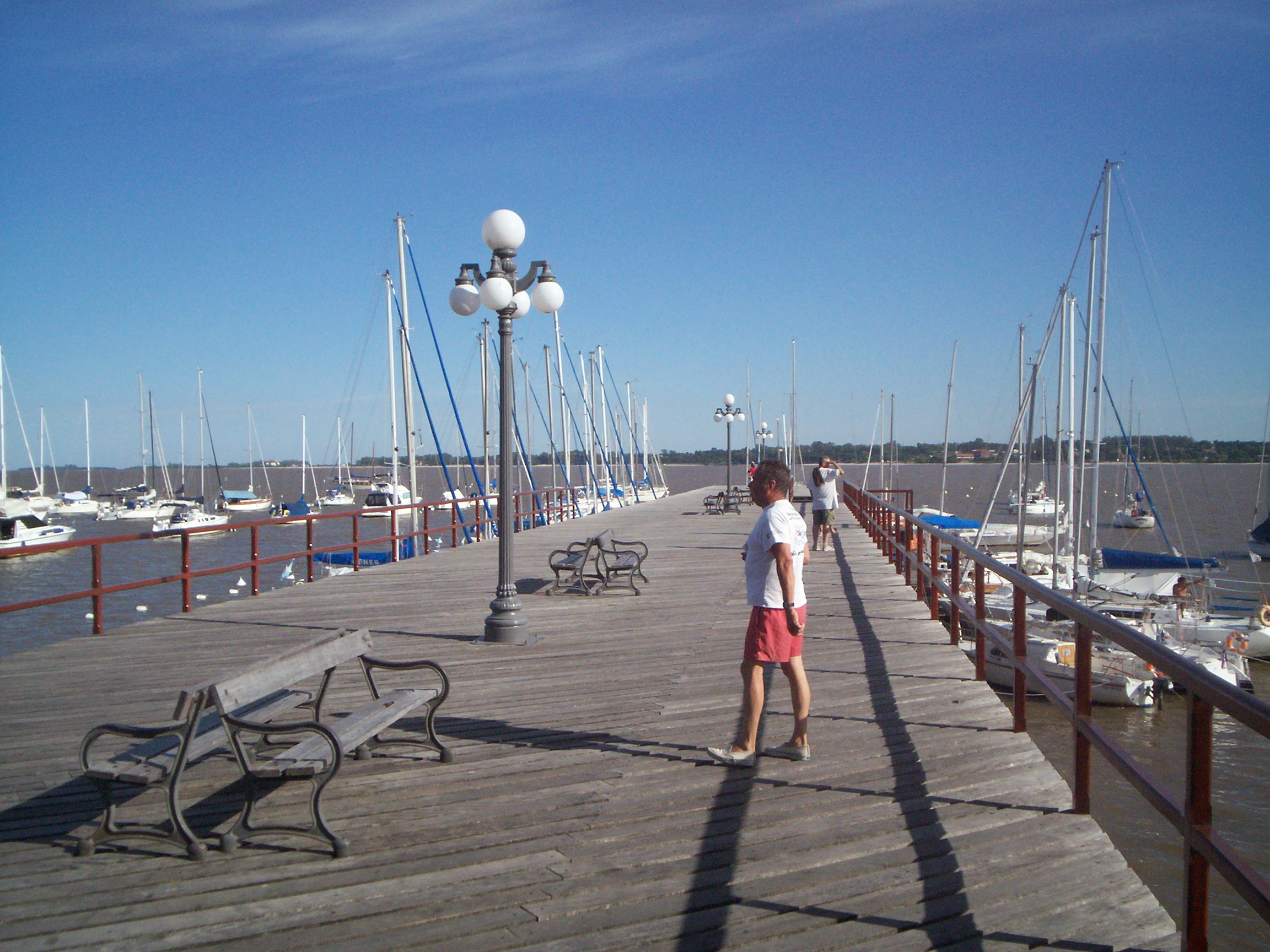
Hafen von Colonia del Sacramento

Das eine Flächenausdehnung von 6.106 km² aufweisende Departamento liegt gegenüber dem Zusammenfluss von Río Paraná und Río Uruguay zum Río de la Plata. Seine Hauptstadt Colonia del Sacramento, die an diesem Ästuarium gegenüber der argentinischen Hauptstadt Buenos Aires liegt, hat 21.714 Einwohner. Es grenzt im Norden an Soriano, im Westen an Flores, im Osten an San José, und im Süden und Westen an die argentinische Provinz Buenos Aires.
Das Gebiet gehört zur sogenannten La-Plata-Ebene und ist damit Teil der Pampa. Es ist jedoch verglichen mit dem westlich vom Río de la Plata gelegenen Flachland hügelig, dabei stechen die Sierra del Mal Abrigo und vor allem die Cuchilla de San Salvador als markanteste Hügelketten heraus. Die wichtigsten Wasserläufe sind der Río Rosario, der Río San Juan sowie die folgenden: Arroyo de las Vacas, Arroyo de las Víboras, Arroyo Cufré und Arroyo Miguelete.

### Klima
Das Klima ist gemäßigt und feucht mit einer Jahresmitteltemperatur zwischen 17 und 18 °C sowie Niederschlägen von etwa 1.000 mm.

### Flora und Fauna
Die Vegetation ist typisch für die Pampa mit einer großen Vielfalt an Gräsern und Bäumen mittlerer Höhe. Die Tierwelt beschränkt sich heute neben den Weidetieren auf Nagetiere, Vögel sowie Fischen und andere Wasserbewohner im Río de la Plata, darunter sticht der La-Plata-Delfin heraus.

### Bodenschätze
Auf dem Departamentogebiet befinden sich in der nordöstlichen Gebietsspitze sowie in der Gegend um Rosario Vorkommen von schwarzem Granit. Weitere Bodenschätze lagern in der Mina Narancio am Arroyo Miguelete, wo Talk, Quarz, Feldspat und Beryll zu finden sind.

## Geschichte
Der Name des Departamentos stammt von seiner Hauptstadt Colonia del Sacramento.

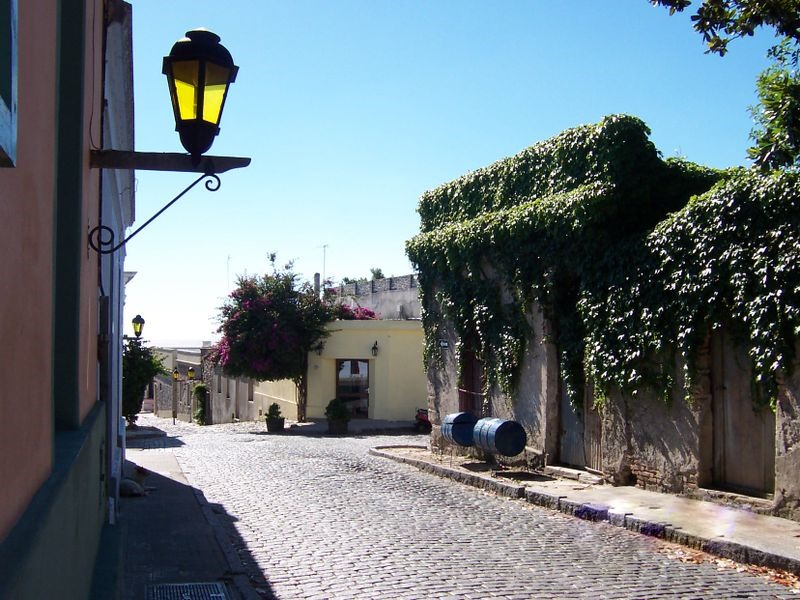
Koloniale Bauten in Colonia del Sacramento

Colonia del Sacramento wurde im Jahr 1680 inmitten des Konflikts um die Banda Oriental von portugiesischen Truppen gegründet. Bis weit ins 19. Jahrhundert war das Gebiet Schauplatz dieses Konflikts mit Spanien, das es mehrmals eroberte, bis 1825 der neue Staat Uruguay unabhängig wurde. Als Resultat findet man in den Städten und Orten sowohl portugiesische als auch spanische Kolonialarchitektur, und der Stadtplan von Colonia del Sacramento weicht an zahlreichen Stellen vom traditionellen spanisch-lateinamerikanischen Schachbrettmuster ab, die Straßen richten sich also wie beim portugiesischen Stadtmodell oftmals nach den geographischen Gegebenheiten.

## Wirtschaft und Infrastruktur

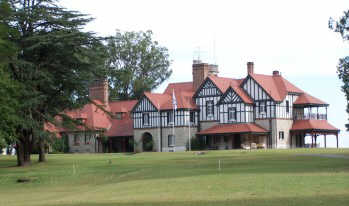
Die Estancia Anchorena in Colonia

Die Grundlage der Wirtschaft bilden Ackerbau und Viehzucht. Bekannt ist das Departamento vor allem für seine Milchprodukte und die Imkerei (z. B. Nueva Helvecia). Angebaut werden u. a. Mais, Sonnenblumen, Hopfen, Leinsamen, Oliven, Obst und Weintrauben. Ebenfalls gibt es eine geringe Aktivität im Bergbau (Steinbrüche).
In den Städten Juan Lacaze, Colonia del Sacramento, Nueva Palmira y Carmelo gibt es kleine Häfen. In der Industrie sind Papierproduktion, Schiffbau sowie die Fabrikation von synthetischen Stoffen zu nennen; daneben gibt es Agrarindustrie (z. B. Mühlen).

### Bildung
Colonia verfügt über insgesamt 14 weiterführende Schulen (Liceos), in denen 8.588 Schüler von 839 Lehrern unterrichtet werden. (Stand: Dezember 2008)

### Kultur

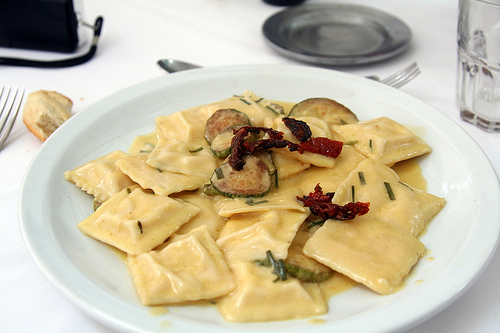
Einheimische Pastas mit Salmo (Fischart) und Tomaten

Colonia gehört neben Montevideo und Canelones zu den Departamentos, die am meisten von der schweizerischen und italienischen Kultur geprägt wurden. Als Hafenstadt nahm Colonia del Sacramento schon im 19. Jahrhundert Einwanderer aus Europa auf, die neben der Schweiz und Italien vor allem aus Polen, Spanien, Frankreich und Deutschland kamen. Wegen dieser Vergangenheit sind insbesondere die Schweizer Käsespezialitäten sowie die Pasta in der lokalen Küche bekannt.

### Verkehr
Das Departamento Colonia ist durch mehrere Nationalstraßen mit dem Rest des Landes verbunden. Wichtig ist auch die Fährverbindung von Colonia nach Buenos Aires (Argentinien). Der Flugplatz von Colonia wird nur von Privatflugzeugen genutzt. Im 20. Jahrhundert existierte die Eisenbahnstrecke Mal Abrigo–Colonia.

## Politik
Wie die anderen Departamentos Uruguays wird auch Colonia von einem gewählten Intendente geleitet. Dieser hat die Befugnis, die Autoritäten der Ortschaften zu bestimmen. Derzeitiger Intendente ist der der Partido Nacional angehörige Walter Zimmer.

## Bevölkerung
Ähnlich wie der Rest des Landes wies auch Colonia bei den letzten Volkszählungen nur ein geringes Bevölkerungswachstum auf.
Die demographischen Daten waren im Jahr 2004 folgende:
- Bevölkerungswachstum: 0,448 % (2004)
- Geburtenrate: 15,05 Geburten/1.000 Einwohner (2004)
- Sterberate: 9,97 Todesfälle/1.000 Einwohner
- Mittleres Alter: 33,5 (32,5 Männer. 34,6 Frauen)
- Lebenserwartung (2004):
  - Gesamt: 76,54 Jahre
  - Männer: 72,68 Jahre
  - Frauen: 80,61 Jahre
- Zahl der Kinder pro Frau: 2,19
- Mittleres Pro-Kopf-Einkommen in Städten über 5.000 Einwohnern: 4.385,6 Peso/Monat

### Bevölkerungsentwicklung
| 1852  | 1860   | 1908   | 1963    | 1975    | 1985    | 1996    | 2004    | 2011    | 2023    |
| ----- | ------ | ------ | ------- | ------- | ------- | ------- | ------- | ------- | ------- |
| 7.971 | 13.349 | 54.644 | 105.276 | 111.832 | 112.717 | 120.241 | 119.266 | 127.358 | 135.797 |

Quelle:

### Wichtige Städte und Ortschaften

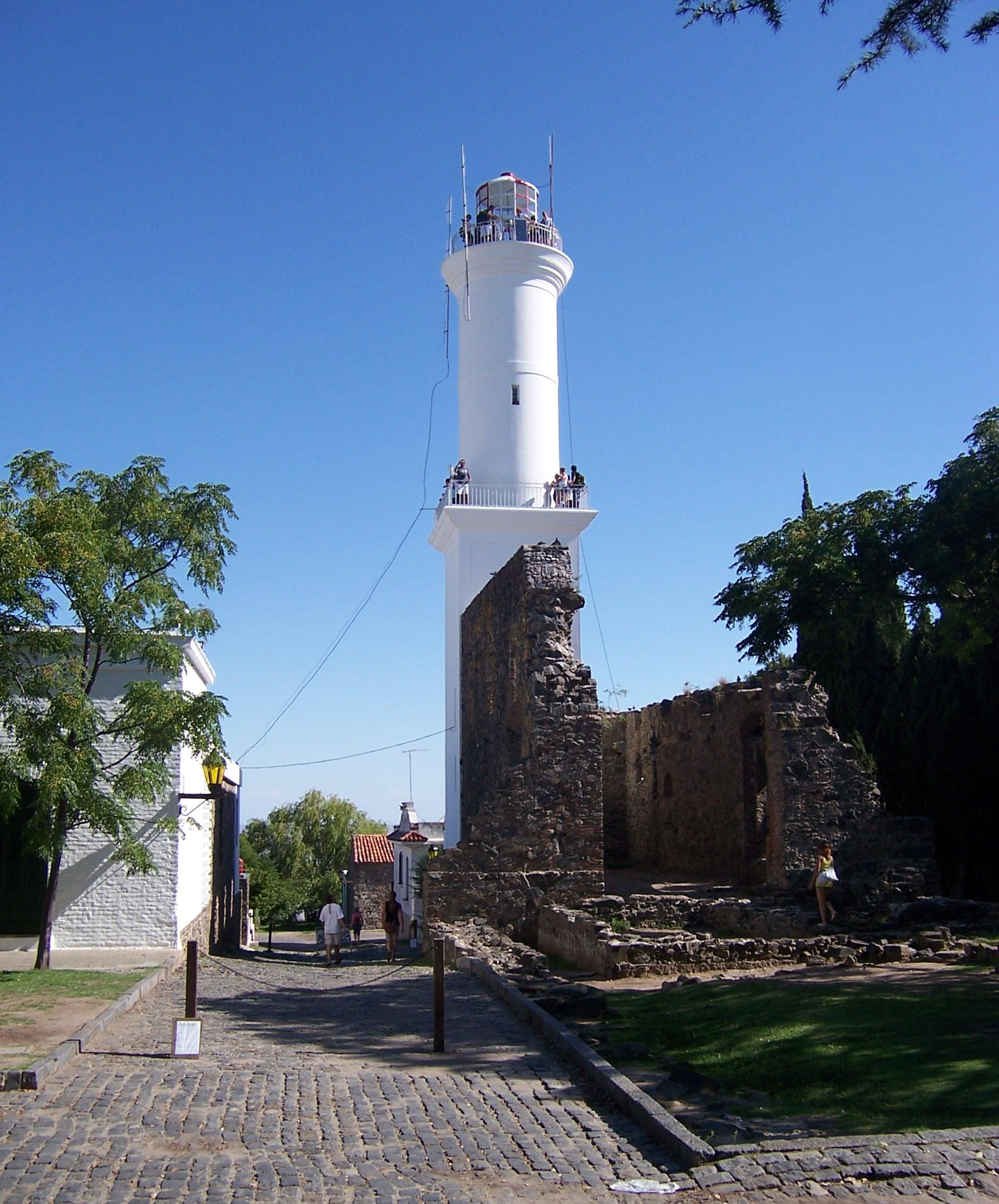
Colonia del Sacramento (Uruguay)

Neben der Hauptstadt Colonia del Sacramento sind die Städte Juan Lacaze (Hafenstadt), Carmelo (Schiffbau), Nueva Helvecia auch bekannt als Colonia Suiza, Rosario, Nueva Palmira und Colonia Valdense die bedeutendsten Ortschaften.
Ortschaften mit mehr als 1.000 Einwohnern (2004):
| Stadt                  | Einwohner |
| ---------------------- | --------- |
| Carmelo                | 16.866    |
| Colonia del Sacramento | 21.714    |
| Colonia Valdense       | 3.087     |
| Florencio Sánchez      | 3.526     |
| Juan Lacaze            | 13.196    |
| Nueva Helvecia         | 10.002    |
| Nueva Palmira          | 9.230     |
| Ombúes de Lavalle      | 3.451     |
| Rosario                | 9.311     |
| Tarariras              | 6.070     |